# Endecatomus dorsalis
Endecatomus dorsalis är en skalbaggsart som beskrevs av Mellié 1848. Endecatomus dorsalis ingår i släktet Endecatomus och familjen kapuschongbaggar. Inga underarter finns listade i Catalogue of Life.